# قضية مفقودي وأسرى حرب فيتنام
تتعلق قضية مفقودي وأسرى حرب فيتنام بمصير جنود الولايات المتحدة ممن أُبلغ عن فقدهم أثناء حرب فيتنام وميادين العمليات المقترنة بها في جنوب شرق آسيا. يشير المصطلح أيضًا إلى المسائل المتعلقة بمعاملة الحكومات المعنية بهذه الصراعات لأفراد الأُسر المتضررة جراء ذلك. بعد اتفاقية باريس للسلام عام 1973، عاد 591 أسير حرب أمريكي خلال عملية العودة إلى الوطن. أدرجت الولايات المتحدة نحو 2,500 أمريكيًا كأسرى حرب أو مفقودين خلالها ولكن أُبلغ عن مقتل 1,200 أمريكيًا فقط أثناء الحرب ولم يُستعد أي منهم. كان العديد من هؤلاء طيارين سقطوا جراء إطلاق النار عليهم في شمال فيتنام أو لاوس. تضمنت التحقيقات في هذه الحوادث تحديد ما إذا كان الرجال المعنيين قد نجوا من إطلاق النار عليهم أم لا. في حال عدم نجاتهم، سعت الحكومة الأمريكية لاستعادة رفاتهم. لعب ناشطو قضية الأسرى والمفقودين دورًا في دفع الحكومة الأمريكية لتحسين جهودها في تسوية مصائر الأفراد المفقودين. كان التقدم المُحرز لتحقيق ذلك بطيئًا حتى منتصف ثمانينيات القرن العشرين عندما بدأت العلاقات بين الولايات المتحدة وفيتنام بالتحسن وبُذلت المزيد من الجهود المشتركة. كانت عودة العلاقات الأميركية مع فيتنام لمجراها الطبيعي في منتصف تسعينيات القرن العشرين تتويجًا لهذه العملية.
كُرِّس قدر كبير من التكهنات وعمليات التحقيق في صحة فرضية أسر القوات الشيوعية لعدد كبير من أفراد القوات المسلحة الأمريكية المفقودين في حرب فيتنام والإبقاء عليهم أحياء بعد اشتراك الولايات المتحدة في الحرب التي انتهت عام 1973. تؤكد مجموعة مؤيدة من نشطاء قضية الأسرى والمفقودين على وجود مؤامرة منسقة بين الحكومتين الفيتنامية والأمريكية منذ ذلك الحين لإخفاء وجود هؤلاء الأسرى. أنكرت الحكومة الأمريكية التخلي عن الأسرى وأي جهد مبذول للتغطية على وجودهم. عكست الثقافة الشعبية نظرية «الأسرى الأحياء»، ولا سيما في فيلم رامبو: الدم الأول 2 الصادر عام 1985. بحثت عدة تحقيقات للكونغرس في هذه القضية، وتكللت باللجنة الأكبر والأكثر شمولًا، لجنة مجلس شيوخ الولايات المتحدة المتخصصة بشؤون مفقودي وأسرى الحرب، في الفترة 1991-1993، بقيادة أعضاء مجلس الشيوخ جون كيري، وبوب سميث، وجون ماكين. لم تجد اللجنة «أي دليل مقنع يثبت وجود أي أمريكي على قيد الحياة في الأسر جنوب شرق آسيا».
دائمًا ما كان مصير المفقودين في المعارك من أكثر التداعيات إزعاجًا وإثارة للقلق لأي حرب. في هذه الحالة، كانت المسألة عاطفية للغاية بالنسبة للمتورطين فيها، وغالبًا ما اعتبرتها الولايات المتحدة أحد آثار حرب فيتنام الرجعية المحزنة والمسببة للخلاف. 

## المنشأ
تعود أصول قضية المفقودين والأسرى إلى أثناء الحرب نفسها. بعد المعاناة من نقص مصادر المخابرات الدقيقة داخل شمال فيتنام، لم تمتلك الولايات المتحدة معرفة دقيقة بعدد أسرى الحرب الأمريكيين المحتجزين. في واقع الأمر، اعتمدت الولايات المتحدة كثيرًا على صحف وإذاعات غير دقيقة من شمال فيتنام لاكتشاف من جرى أسرهم، إضافة إلى قوائم الأسماء التي حفظها أسرى الحرب الأمريكيين القلائل الذين أُطلق سراحهم في وقت مبكر. مع قيام وزارة الدفاع بوضع قوائم بأسماء الأشخاص ممن هم ضمن فئات القتلى أثناء الحرب، والقتلى أثناء الحرب دون العثور على جثثهم، وأسرى الحرب، والمفقودين أثناء الحرب، كانت الأرقام الأولية لتلك القوائم متقلبة، ولكن في أغلب الأوقات، كان عدد العائدين المتوقع عند انتهاء الحرب نحو  600 شخص. بيد أن إدارة نيكسون جعلت من عودة أسرى الحرب إحدى الحجج الرئيسية التي ساقتها للرأي العام الأميركي لإطالة أمد الحرب وإحلال العقوبات على شمال فيتنام. في هذا الصدد، بالغت الإدارة في تقدير عدد أسرى الحرب في القضية، إذ ذكرت في مرحلة ما أنه كان هناك «500 جندي أمريكي» محتجز في جميع أنحاء جنوب شرق آسيا. من شأن هذه الأعداد المرتفعة أن تكون محور معظم ما يدور من جدل بشأن القضية.